# Aloe milne-redheadii
Aloe milne-redheadii är en grästrädsväxtart som beskrevs av Hugh Basil Christian. Aloe milne-redheadii ingår i släktet Aloe och familjen grästrädsväxter. Inga underarter finns listade i Catalogue of Life.